# Sigarenindustrie in Eindhoven

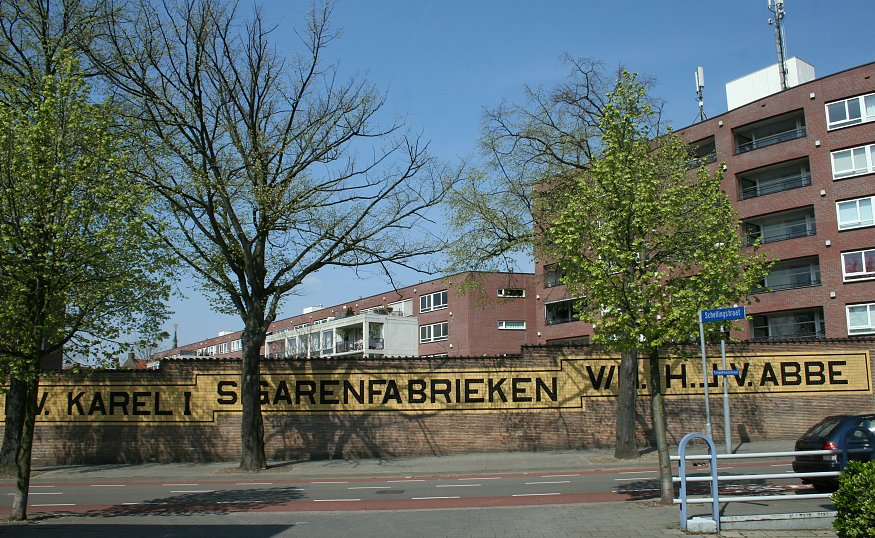
De muur van de voormalige fabriek van Van Abbe in Stratum

Vanwege het grote belang van de sigarenindustrie in Eindhoven werd de stad vroeger ook wel la ville fumée genoemd. Eindhoven, in de Nederlandse provincie Noord-Brabant, huisvestte vanaf het midden van de negentiende eeuw een aanzienlijk aantal sigarenfabrieken.

## Geschiedenis
Een reden waarom in de regio Eindhoven de sigarenindustrie kon gedijen was gelegen in de reeds lang bestaande Eindhovense tabaks- en snuifindustrie, die een overgang naar de sigarenindustrie makkelijk maakte. In 1816 werkten er in de tabaksverwerkende industrie in Eindhoven tien arbeiders. Het betrof vooral het kerven van tabak voor pijptabak en het maken van karotten, die in snuifmolens tot snuif werden vermalen. In 1830 waren er twaalf van zulke fabrieken. Sigaren werden nog niet vervaardigd. Omstreeks 1850 kwam deze bedrijfstak op. In 1851 waren er 18 fabrieken in tabak, snuif en sigaren met in totaal 182 arbeiders. Er werden in 1852 zeven miljoen sigaren vervaardigd. 
In 1864 werkten er in 24 Eindhovense fabrieken 235 mannen van ouder dan 16 en 360 kinderen, vrouwenarbeid bestond toen nog niet in deze industrie. Dat werd anders met de komst van de fabriek van J.F. Lurmans. In 1866 werkten er in zijn fabriek al 35 vrouwen en 32 meisjes. Brabant was aantrekkelijk vanwege de goedkope arbeid en de arbeidsmoraal. Toch lagen in de tabaksindustrie de lonen hoger dan in andere bedrijfstakken. De vaak aangehaalde armoede van de boeren, die werd versterkt door een landbouwcrisis omstreeks 1880 is voor de Eindhovense tabaksindustrie van geringe betekenis geweest. De aanwezigheid van vakkennis had een veel grotere invloed. Thuiswerkers die voor zichzelf begonnen en de fabrikanten uit Holland zorgden voor uitbreiding van de industrie. Het strippen van tabak, onderdeel van deze nijverheid, vond echter vaak plaats onder kommervolle omstandigheden. 
De meeste fabrieken waren klein, maar er was één fabriek waar 100 mensen werkten, deze kwam tot een productie van drie miljoen sigaren per jaar. Vooral in de jaren tussen 1890 en 1910 breidde de sigarenindustrie zich sterk uit, waarna consolidatie plaatsvond in enkele grote bedrijven. Tot die grote bedrijven behoorden: Mignot & De Block (1858), Van Gardinge (1861) en Henri van Abbe (Karel I) (1908).
Na de Tweede Wereldoorlog begonnen de sigarenfabrieken weer te werken, maar ze verloren marktaandeel omdat ze, vanwege de aanvankelijke grondstofschaarste, laagwaardige grondstoffen in hun merksigaren verwerkten. Voorts waren sigaren veel duurder geworden, terwijl de sigaret in populariteit toenam en de sigaar ging verdringen. Het antwoord op dit alles was mechanisatie, waarvoor echter grote investeringen nodig waren. Van de 45 sigarenfabrieken die in 1950 nog in werking waren, bleken er in 1963 nog maar vijf over te zijn. Abonné en Aïda, twee vertrouwde merken, verdwenen van het toneel en uiteindelijk bleven slechts Karel I en Mignot & De Block over. Beide bedrijven werden echter in 1969 overgenomen: De sigarenproductie van Karel I verhuisde naar Willem II en die van Mignot & De Block naar Hofnar, waarmee de Eindhovense sigarenproductie ten einde kwam.

## Lijst van Eindhovense sigarenfabrieken
In Eindhoven en omliggende dorpen hebben zeker 211 sigarenfabrieken en -fabriekjes bestaan. In de sigarenfabrieken in Eindhoven werden de sigaren volledig handmatig, semi-handmatig en later zelfs geheel machinaal met behulp van 'compleet'machines gemaakt. Soms is een bedrijf onder een andere naam voortgezet, soms ook had een bedrijf meerdere filialen. De hieronder staande lijst is niet volledig, maar ze geeft wel een idee van de bedrijvigheid die Eindhoven ooit kende op het terrein van de sigarenindustrie.
- Altink & Burgers aan de Lijmbeekstraat, 1877-1934
- Fa. G.H. Aalfs in Gestel.
- Fa. G. H. Aalfs & en G.H. de Jongh  aan de Gagelstraat in Woensel, werd later
- Fa. G. H. de Jongh & Co. aan de Gagelstraat.
- F. van den Bichelaer & Cie. Sigarenfabriek "De Bijenkorf". Tabak, sigaren, snuif en karotten op de Begijnenstraat vanaf 1857. Stratumseind 6. Merk: "Schiphol". 1910-1950
- Boex-Hoefnagels & Cie. was een fabriek voor sigaren en snuiftabak die bestond van 1856-1872.
- Sigarenfabriek P. Boelaars & Zoon, van 1898 tot 1915 aan de Tongelresestraat 18 (Tongelrescheweg A118), achter het woonhuis.
- Sigarenfabriek Peeters & Co, vanaf 1899 aan de Tongelrescheweg F66 (Tongelresestraat 79), gebouwd in 1899. In 1916 verkocht aan J.A. Donker uit Gouda. Donker is vanaf 1915 firmant van Sigarenfabriek "de Kroon" Boelaars & Zoon .
- N.V. Sigarenfabriek "de Kroon" voorheen Boelaars & Zoon, opgericht 1920 door Johannes Adrianus Donker en Jacobus de Lange, tegenwoordig Apollohuis, aan de Tongelresestraat 88. Onder meer de merken  Mei-bloempje, Nobel, Stadhouder, en De Kroon.
- Sigarenfabriek Gebr. van Collum, van 1887 tot 1917 aan Groote Berg met in 1888 het merk "Neerlands Onafhankelijkheid".
- Fa. Gebr. van Collum aan de Wal, tot 1910.
- NV Dennenheuvel sigarenfabriek v/h Gebrs. Maas. 1925 Boschdijk 24 -1932 Hastelweg 51a.
- Wed. van Dorenmalen aan de Grote Berg.
- Dresselhuys en Nieuwenhuijs (TRIO) op de Straat in Woensel (nabij de oude Pastorie).
- Sigarenfabriek v/h Gilde St. Franciscus Xaverius. De fabriek aan Parallelweg 27 werd opgericht door het gelijknamige katholieke gilde (vakbond). Dit gilde werd kerkelijk goedgekeurd in 1897 en koninklijk goedgekeurd in 1907. Van 1912-1922 was in dit voormalige pand van Meijer de sigarenfabriek van het gilde gevestigd, daarna kwam er de Sigarenfabriek Rodriques & Cie., die tot 1942 heeft bestaan.
- Van Gardinge & Co. werd in 1861 opgericht. In 1875, toen er al ongeveer 100 mensen werkten, werd een nieuw pand aan de Mathildelaan geopend, waarvan de architect Louis Kooken was. In 1883 kwam er een stoommachine. In deze tijd werd het bedrijf de Stoom-, Snuif-,Carrotten- en Sigarenfabriek de Blaauwe Pijp genoemd naar het huis op de Begijnenstraat waar van Gardinge begon. Vooral in de eerste decennia van de 20e eeuw was er groei, en in 1920 werkten er 700 mensen. Sigarenmerken waren onder andere: Semper Melior, Braziliaantjes, Paulus Potter, William Pitt, en Hors Concours. Toch ging het bedrijf in 1923 failliet, waarna het enorme gebouw jarenlang leeg bleef staan. Het werd herontwikkeld tot een flat met winkels door  de Amsterdamse Exploitatiemaatschappij Ventose, waarbij werd samengewerkt met architect Jan van der Mey. Deze Ventoseflat bestaat nog steeds. Aan de achterzijde van deze flat bevindt zich nog een aanbouw met de typische sheddaken.
- N.V. Sigarenfabriek Gebr. Garvelink was een sigarenfabriek aan de Stratumsedijk 34, die het merk Aida produceerde. In 1928 werd de uit 1895 daterende sigarenfabriek De Adelaar te Reusel overgenomen van Adrianus Willekens. De fabriek aan de Stratumsedijk werd gesloopt in 1963, nadat vermoedelijk in 1955 de productie was gestopt.
- N.V. Gomarus (Norbert van der Reuth) Gagelstraat hoek Willemstraat. Het gebouw bestaat nog steeds 1903-1934.
- Hoppenbrouwers & Co. van de Gebroeders A.H. en J.P.A. Hoppenbrouwers op de Kleine Berg van de merken Speurder, Speurhond, Decima en Jan Steen.
- J.W. Hoefnagels & Zonen, van J.W. Hoefnagels aan de Rechtestraat 1832-1849 (de vaak genoemde zoon P.A. Hoefnagels verkocht de fabriek aan J.H.J. Timmerman).
- J.W. Hoefnagels & Zonen, van gebr Raijmakers en J.H.J. Timmerman aan de Vrijstraat 1849-1914.
- J.W. Hoefnagels & Zonen, van de zwagers (P.E.G. Hoppenbrouwers en W.M. Huijsmans) op de Wal 15 opgericht 11-4-1914, van het merk Hoefnagels. In 1941 werd het bedrijf filiaal van een Duitse sigarenfabriek. Op 6 december 1942 werd de fabriek door een verdwaalde bom vernield. De productie ging naar Valkenswaard.
- J. van Hout & Co., aan de Kerkakkerstraat 54. Deze fabriek startte in 1919 en stopte in 1934  een merk was Adriaan Pauw .
- Karel I sigarenfabrieken, in 1908 opgericht door Henri van Abbe, was de grootste en modernste sigarenfabriek. De fabriek brandde af in 1971.
- Kerssemakers-Rath & Co. (Keraco), Hoogstraat en Parallelweg, 1898-1932.
- Kessels & van Hussen, aan de Parallelweg. Het bedrijf werd opgericht in 1884. Beroemde merken waren Aviateurs en Aviatrices. Het bedrijf werd in 1929 voortgezet onder de naam: N.V. Abonné, en het merk toonde een welgedane heer vergezeld van de slagzin: Abonné Stemt Tevree. In 1936 was er een grote brand in het gebouw. In de 2e helft van de 20e eeuw is er nog een sigarenfabriek onder deze naam geweest te Lieshout.
- J. Keunen aan de Emmasingel, 1901-1904
- Keunen & Co te Gestel-Blaarthem (later sigarenfabriek Gebr. Keunen), 1881-1903
- N.V. Prinzen & Keunen, sigarenfabrikanten te Eindhoven', 1902-1912
- J.H. van Lierop Rechtestraat.
- Lurmans & Co. had een fabriek aan de Kanaalstraat. Nadat in 1870 een fabriek was begonnen door J.A. Schutjes & A. van de Ven, werd deze in 1873 overgenomen door J.F. Lurmans & J. van Schaick (Lurmans & Co.), die ook een bedrijf in Arendonk hadden. Men bracht merken als Clown en Clowness, maar ook Cigares du Peuple, ofwel Volks Sigaren. De fabriek heeft bestaan tot 1911. Het gebouw aan de Kanaalstraat werd overgenomen door Mignot & de Block sigarenfabrieken.
- Joh, A Lurmans jr., Jenneke was een zoon van J.F. Lurmans, ging toen de fabriek aan de Stratumsedijk te groot werd naar de Havenstraat.
- Gebroeders Maas, Fellenoord 1, heeft bestaan van 1908-1924. Een merk was Dennenheuvel.
- D. Meerstadt & Co., sigarenfabriek Aurora aan het College (bij het Stratumseind) afgebrand in 1902, Na een tijdelijk verblijf op de Grote Berg werd tussen 1906-1922 in de nieuwe fabriek aan de Broekseweg geproduceerd.
- J. Meijer Parallelweg 27, 1884-1907. Merken: Nederlandsche Landmacht en Nachtwacht van Rembrandt.
- Meijer Blomhof Jzn. aan de Vestdijk, in de voormalige luciferfabriek, 1907-1916, en op De Bleek te Stratum, vanaf 1893, daarvoor van Ed. Schroder, afgebrand in 1922. In 1907 werd een filiaal te Bladel opgezet, en in 1908 een filiaal te Hoogeloon.
- N.V. Vereenigde Tabaksindustrie Mignot & De Block, werd in 1858 opgericht. Het reusachtige complex aan de Kanaalstraat werd gesloopt in 1982.
- Gebr. Peeters aan de Wal, tot 1910.
- Fa. van der Putt & de Vlam aan de Smalle Haven. 1888-1931.
- Fa. van der Putt & Smeets aan de Bergstraat.
- Henry Rodriguez van de Gebroeders H.L.F. en L.H.H. Hoppenbrouwers  ze namen het merk Jan Steen over van hun broers. College en Parallelweg, 1907-1942.
- P.J. Schröder aan de Emmasingel, 1882-1910. Daarna werd het gebouw een magazijn van Philips.
- J. Smits & Co.
- Jan en Willem Smulders Woenselschestraat 1867-1880, op de plaats van de afgebroken schuilkerk.
- W. Smulders & Co. Strijpsestraat 116. 1908-1923. In 1923 brandde de fabriek af het bedrijf ging is liquidatie.
- W. Smulders & Co. St Trudostraat 23-25 Op 1-3-1923 neemt W. Smulders de fabriek van N.V. Wagemans'Sigarenfabrieken over. Opheffing 1-10-1924)
- J.W. Swane & Comp., sigarenfabriek, aan de Grote Berg/Luciferstraat, omstreeks 1900, tot 1910. Deze had zijn hoofdvestiging te Waalre. In 1935 hield Swane's sigarenfabriek voor Nederland op te bestaan. In 1938 werd de heer Petrus van Griensven de sigarenfabrikant in het pand te Waalre.
- Lambertus Sundermann.  1877-1897 sigarenfabrikant op Straat 78 of 76 Woensel.
- Sundermann.  1898-1902 Fellenoord Woensel.
- Sigarenfabriek Eindhoven NV voorheen L.Sundermann.  1904-1908 Fellenoord 111.
- B. van der Tak & Co. aan de Stratumsedijk, 1854-1929.
- N.V. Wagemans'Sigarenfabrieken.St Trudostraat 23-25, 1919-1923.

In drie verschillende panden aan de Paradijslaan hebben korter of langer gezeten:
- Gebr. Vissers (onder andere) aan de Paradijslaan 1898
- P. van den Arend 1898-1903
- Johan van Kol 1890-1898
- J van Kol en Sligher 1888-1890
- Sigarenfabriek de Arend van Hillen uit Delft 1917
- Roovers-Kanters  1917
- NV Lameco 1936
- A.J. van Overbruggen  1959
- Heijnen en Co (Eigenaar Antonius Beeks) 1959
- A.A.C. van Luijtelaar 1912
- Kalker & Co. 1959
- Adriaan J.H. Wouters, Paradijslaan 28, 1919-1955, met het merk John Bull.
- Fa. Zeegers aan de Paradijslaan, tot 1910.

## Sigarenfabrieken in 1910

### Eindhoven-Centrum
- P. van den Arend, aan het Paradijs
- F. Berkvens, aan de Willemstraat
- F. van de Bichelaer & Cie
- W. Bijsterveld, aan de Kleine Berg
- Gebr. van Collum , aan de Grote Berg
- J.W. Hoefnagels & Zonen, aan de Wal
- Hoppenbrouwers & Co, aan de Kleine Berg
- Jansen & Scheenaerts
- G.H. de Jongh & Co., aan de Visserstraat
- Kessels & van Hussen, 200 arbeiders, aan de parallelweg
- Joh. A Lurmans jr
- Lurmans & Co., aan de Kanaalstraat
- Meijer Blomhof Jzn., aan de Vestdijk
- Mignot & De Block, aan de Kanaalstraat
- Notten en Verhoeven, aan het College
- Gebr. Peeters, aan de Keizersgracht
- Fa. van der Putt & de Vlam
- Henry Rodriguez & Co., aan het College
- P.J. Schröder, aan de Emmasingel
- J.W. Swane & Comp, aan de Grote Berg (Luciferstraat)
- S. Teurlincks, aan de Wal
- Zeegers & Zonen, aan de Paradijslaan

### Gestel
- Vennootschap o/d firma H.J. v. Abbe ("Karel I"), aan de Spijkerstraat, werd Groenstraat 67, nu Palingstraat.
- fa. Ypes en Posthumus 1907-1913 Groenstraat 67, nu Palingstraat.
- N.V. Kopeho's sigarenfabrieken 1922 Palingstraat.
- fa. Frans Beerens, aan de Hoogstraat
- fa. Boom & Co., aan het Dorp (1910-1916 Laagstraat 152B)
- C.F. Korpershoek (Kopeho), in 1917 aan de Laagstraat 152B
- C.F. Korpershoek (Kopeho), aan de  Hoogstraat 148a
- Gebr. M. en L. Driessen Sigarenfabriek, aan de Laagstraat
- Kerssemakers-Rath & Co. (Keraco), aan de Hoogstraat
- Fa. G. H. Aalfs, aan de Zandstraat (1897-1905)
- H. Kuyper & Zoon, aan de Zandstraat
- Verhoeven en Denkers (Verdenza), aan de Zandstraat

### Stratum
- H.J. van Abbe, "Karel I"
- H. Bijsterveld & Co.
- Arie Peeters &  Co, 1897 aan de Tongelreschestraat
- P. Boelaars & Zoon, "De Kroon" 1897 aan de Tongelrescheweg (afgebrand in 1915)
- P. Boelaars & Zoon, "De Kroon" 1915 aan de Tongelreschestraat (In de fabriek van Arie Peeters)
- De  NV "de Kroon" v/h Boelaars &  Zoon  1932 aan de Tongelreschestraat
- Gebr. Garvelink ("Aida"), aan de Stratumsedijk
- J. Goossens
- Joh. A Lurmans jr., aan de Havenstraat
- Gebr. Roetman
- Joh. A Lurmans jr., aan de Stratumsedijk
- B. van der Tak & Co., aan de Stratumsedijk

### Strijp
- fa. G.P. Augustijn
- Boom & Co., aan het Schouwbroek (Keiweg)
- F. Van Gardinge & Co., aan de Mathildelaan
- Norb. van Reuth, aan de Gagelstraat
- W. Smulders & Co., aan de Strijpsestraat 116
- W. Smulders & Co., aan de  St Trudostraat 23-25
- J. Smulders, aan de Strijpsestraat
- Vereeniging tot Werkverschaffing Parallelweg
- H. Wertheim & Zn.

### Tongelre
- Gebr. Sigmans Tongelresche straat (klein Tongelre)

### Woensel
- Fa. G. H. Aalfs & en G.H. de Jongh, aan de Gagelstraat (1905-1912)
- G.H. de Jongh, aan de Gagelstraat
- Altink & Burgers, aan de Lijmbeekstraat
- Derks & de Wit
- Dresselhuys en Nieuwenhuijs (TRIO), aan de Woenselsestraat
- Gebr. van Hapert
- J. van der Heijde, aan de Binnenpad
- Gebroeders Maas, aan de Fellenoord
- C. Marien
- D. Meerstadt & Co., aan de Broekseweg
- Gebr. Roetman
- D. Zijlstra

## Heden
Hoewel de sigarenproductie geheel uit Eindhoven verdwenen is, zijn in de omgeving van Eindhoven nog enkele sigarenfabrieken te vinden. De meeste hebben hun productie echter naar België verplaatst. Eersel, Duizel en Valkenswaard zijn plaatsen waar nog sigarenbedrijven of hoofdkantoren van sigarenconcerns te vinden zijn.
Toch is er nog sprake van tabaksindustrie in Eindhoven, en wel Deli-HTL, een bedrijf dat tabak importeert en voorbewerkt ten behoeve van onder meer de sigarenindustrie.